# Final Fantasy XIII
Final Fantasy XIII (ファイナルファンタジーXIII, Fainaru Fantajī Sātīn) est un jeu vidéo de rôle développé et édité par l'entreprise japonaise Square Enix. Il est sorti sur PlayStation 3 le 17 décembre 2009 au Japon puis sur PlayStation 3 et Xbox 360 le 9 mars 2010 en Europe et Amérique du Nord. Il est ensuite sorti sur Windows le 9 octobre 2014. Constituant la treizième itération de la série Final Fantasy, l'une des séries de jeu de rôle les plus populaires dans le domaine du jeu vidéo, il est le premier opus de la série à sortir sur les consoles de septième génération.
Prenant pour cadre un univers à la fois futuriste et fantaisiste, l'histoire fait ressortir les contrastes entre le monde sauvage de Gran Pulse et le monde artificiel de Cocoon, une cité technologique construite sur une lune dans les cieux. Les héros doivent lutter contre la volonté d'êtres supérieurs, nommés fal'Cie, pour sauver leurs proches et les deux mondes.
Prévu de longue date sur PlayStation 3, l'annonce à l'E3 2008 d'une version Xbox 360 pour l'Occident a été une grande surprise dans le milieu du jeu vidéo. Malgré de gros changements dans le cœur du gameplay, le jeu reçoit des critiques globalement positives. En mai 2010, il s'est vendu à 5,5 millions d'exemplaires dans le monde. Final Fantasy XIII est le premier produit du projet Fabula Nova Crystallis Final Fantasy XIII de l'éditeur Square Enix, il représente le côté clair autour du chiffre XIII, le côté sombre étant représenté par Final Fantasy XV .

## Trame

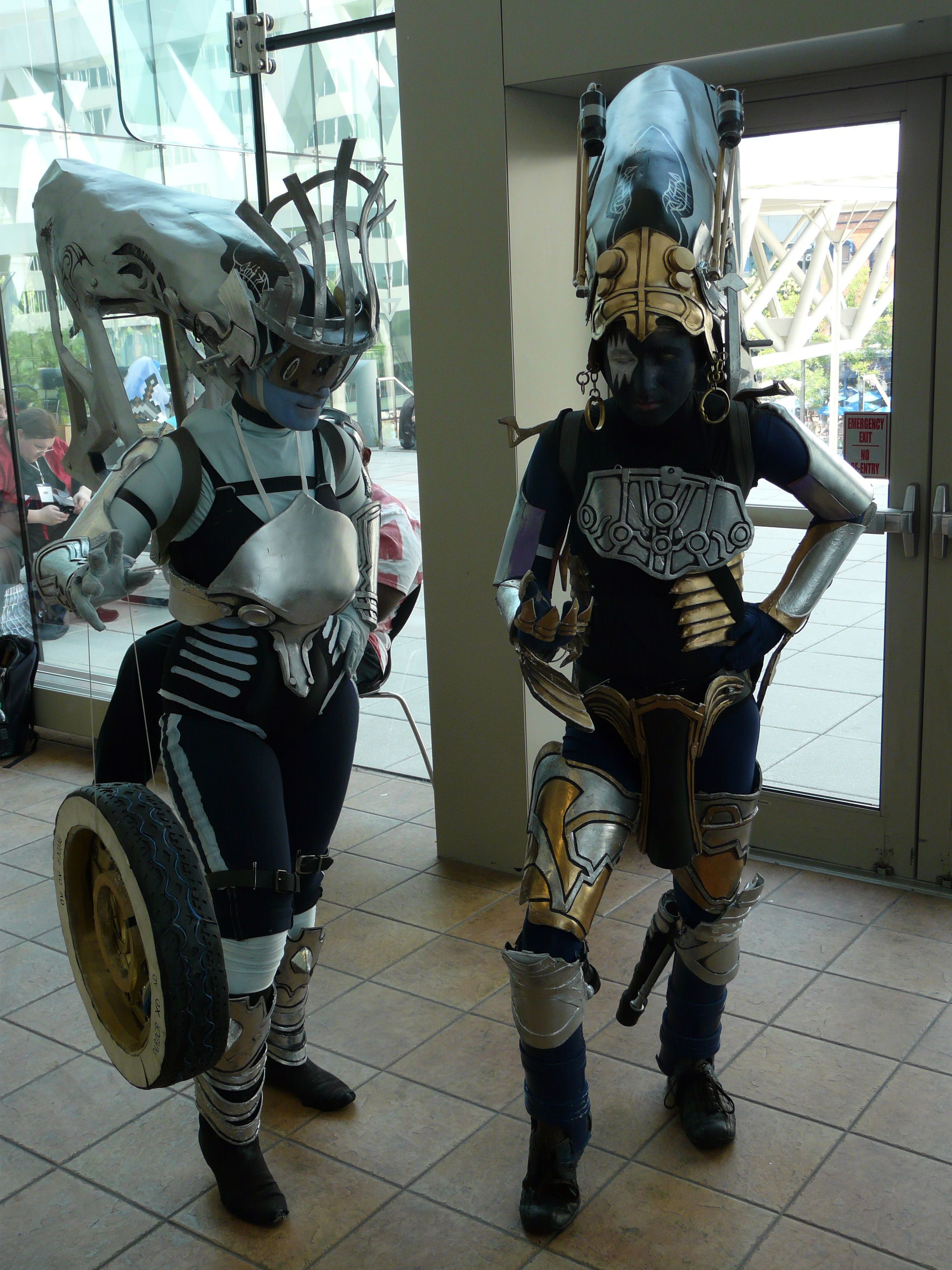
Cosplay de l'Eidolon (généralement nommé invocation) « Shiva ». Elle a la capacité de se transformer en une moto.

### Deux mondes: Cocoon et Pulse
L'histoire se déroule dans deux mondes distincts en rivalité depuis plusieurs siècles, Cocoon et Pulse, chacun possédant ses propres fal'Cie.
Cocoon (理想郷, コクーン, kokun) est une cité flottante dans le ciel de Pulse. Le fal'Cie de Cocoon créa des formes de vie et des machines destinées à ses habitants. Cependant, avec le temps, les habitants de Cocoon commencèrent à craindre pour la sécurité de leur monde, et s'inquiétèrent à propos de tous ceux qui venaient de Pulse. Ainsi toute chose quelle qu'elle soit, une fois suspectée de venir de Pulse y est renvoyée par l'opération de Purge. Le début du jeu prend place durant une de ces fameuses Purges.
Pulse (下界, パルス, parusu) désigne la terre ferme. Laissée à l'abandon après la création de Cocoon, les formes de vie qui sont restées se sont développées jusqu'à atteindre des tailles immenses. En effet Pulse est très vaste, de la même circonférence que la planète Terre. Des restes de civilisations parsèment ces terres sauvages mais la nature a repris ses droits sur les bâtiments en ruines. Ce monde est totalement méprisé et craint par les habitants de Cocoon, depuis que Pulse est devenue une terre d'exil et synonyme de damnation.

### Personnages
Personnages jouables
- Lightning (ライトニング, Raitoningu?): une jeune femme solitaire et mystérieuse, ancienne membre de la Garde civile de Cocoon. De son vrai nom Claire Farron, elle renonça à son nom peu après la mort de ses parents afin de pouvoir être assez forte pour protéger sa sœur. Au début de l'aventure, elle recherche le fal'Cie de Pulse Anima afin de le détruire pour libérer sa sœur Serah de sa tâche. Élégante, agile et rusée, son arme de prédilection est un fusil-lame s'accordant avec son style de combat. Dans le cours du jeu, elle prendra Hope sous son aile touchée par leurs ressemblances. Sa marque se situe sur sa poitrine. Elle est reliée à la divinité Odin.
- Snow Villiers (スノウ・ヴィリアース, Sunō Viriāsu?): infatigable et téméraire, il ne compte que sur sa force. Membre et leader de l'équipe Nora, il délaisse néanmoins ses amis pour retrouver également Anima pour les mêmes raisons que Lightning ; en effet, il s'est fiancé à Serah. Sa marque se situe sur son avant-bras gauche. Il est lié aux divinités Nix et Stiria, deux jumelles qui forment l'Eidolon Shiva.
- Oerba Dia Vanille (ヲルバ＝ダイア・ヴァニラ, Oruba-Daia Vanira?): Vanille a une personnalité enjouée ; elle est toujours de bonne humeur mais est aussi très déterminée. Son rôle semble être un mystère, elle se bat avec des sceptres. Sa marque se situe sur sa cuisse gauche. Elle est liée à Hecatonchire.
- Sazh Katzroy (サッズ・カッツロイ, Sazzu Kattsuroi?): il a pour compagnon un bébé chocobo nommé Piou appartenant à son jeune fils : Dajh, dont la mère est morte avant les évènements de Final Fantasy XIII. Drôle et joyeux mais extrêmement pessimiste, il manie deux pistolets pouvant se combiner en fusil. Sa marque se situe sur son torse. Il a pour divinité l'Eidolon Brynhildr.
- Hope Estheim (ホープ・エストハイム, Hōpu Esutohaimu?): jeune garçon de 14 ans, habitant de Cocoon. Un événement tragique le marque profondément : il voit sa mère, Nora, mourir sous ses yeux alors qu'elle secondait Snow dans une offensive contre les forces de Cocoon. Il deviendra rapidement le protégé de Lightning. Il se bat avec un boomerang. Sa marque se situe son poignet gauche. Sa divinité est Alexandre.
- Oerba Yun Fang (ヲルバ＝ユン・ファング, Oruba-Yun Fangu?): porte la marque maudite des l'Cie et travaille avec les militaires du Sanctum. Cette femme se bat à l'aide d'une lance double. Sa marque se situe sur son épaule droite. Elle est reliée à la divinité Bahamut.

Antagonistes
- Jihl Nabaat (ジル・ナバート, Jiru Nabāto?): Une femme intelligente, mais cruelle qui est un lieutenant-colonel, ou précisément, le chef stratégique de l'armée. Brandissant un fusil de tireur d'élite. Elle possède aussi bien des motivations politiques que personnelles à s'opposer contre Lightning.
- Yaag Rosch (ヤーグ・ロッシュ, Yāgu Rosshu?): Un autre Lieutenant-colonel désirant la paix et dévoué à la justice. Portant un sabre, il aime combattre en première ligne avec les soldats. Il serait deuxième dans sa promotion derrière Jihl.

- Galenth Disley (ガレンス・ダイスリー, Garensu Daisurī?): Le principal antagoniste et Primarque, chef religieux de Cocoon. Il semble cacher de sombres intentions.
- Orphan (オーファン, Ōfan?): Il est la source du pouvoir de Cocoon.

Autres personnages
- Serah Farron (セラ・ファロン, Sera Faron?): Sœur cadette de Lightning et fiancée de Snow. Quelques jours avant le début du jeu, elle est devenue une L'Cie à cause du Fal'Cie Anima qui se situait dans le vestige à proximité de sa ville de résidence Bodhum. Sa tâche lui étant inconnue, elle ne sait que faire et avoue à Snow qu'elle est une L'cie de Pulse, une ennemie de Coccon. Mais son fiancé croit en elle et fera tout son possible pour qu'elle atteigne sa stase cristalinne en accomplissant sa tâche. Sa marque se situe sur son bras gauche.
- Dahj Katzroy (ドッジ・カッツロイ, Dojji Kattsuroi??):Il est le fils de Sazh qu'il élève depuis la mort de sa mère. Il est devenu un L'Cie de Cocoon quelques jours avant le début du jeu à cause des L'Cie de Pulse qui sont intervenus lors de sa visite avec son père d'une usine. Sa marque se trouve sur sa main droite.
- Cid Raines (シド・レインズ, Shido Reinzu?): Général de brigade aérienne et L'Cie de Cocoon. Il commande un puissant navire et son bras droit est Rigdea.

### Scénario
Fal'Cie et l'Cie, divinités et humains. Les êtres choisis par un Fal'Cie sont investis d'une mission qu'il leur faut découvrir au moyen de visions. Si un l'Cie complète sa Tâche, il se transforme alors en cristal et accède à l'immortalité. En revanche, s'il échoue, il se transforme en Cie'th, un monstre sans âme.
Sur Cocoon, la découverte d'un Fal'Cie de Pulse a forcé le gouvernement à lancer la Purge, l'exil de tous les prisonniers vers Pulse, mais il s'agit d'un leurre : ils seront en réalité exécutés. Snow et le groupe NORA se battent pour les libérer, tandis que Lightning et Sazh vont vers le Fal'Cie de Pulse. Lightning et Snow ont en fait un objectif commun : sauver Serah, sœur de Lightning et fiancée de Snow, devenue une l'Cie de Pulse. Quand ils la retrouvent, Serah devient un cristal, comme dans la légende. Ils partent alors demander au Fal'Cie de la libérer, mais ils deviennent tous des l'Cie de Pulse, Lightning, Sazh, Snow, mais aussi Hope et Vanille, deux enfants qui ont suivi Snow à la suite de la mort de la mère de Hope, que Snow n'a pu empêcher.
Le groupe se réveille peu après avoir eu une vision commune de l'attaque de Ragnarök sur Cocoon. Ils connaissent maintenant leur Tâche : sauver Cocoon. Mais Snow veut également libérer Serah, prisonnière de son cristal dans le lac Bresha. Lightning, résignée, part et les autres la suivent. Ils rencontrent rapidement des soldats PSICOM, venus les arrêter pour être des l'Cie de Pulse. Dans les Pics Infâmes, Hope choisit de suivre la route de Lightning, qui accepte s'il est capable de devenir assez fort. Elle comprend rapidement que le désir de vengeance qui anime le garçon peut devenir dangereux, mais l'accompagne vers Palumpolum à travers la forêt de Gapra.
Snow, peu après avoir maîtrisé son Eidolon, se fait capturer par la Cavalerie, une force armée en marge de la Garde Civile qui veut enrôler des l'Cie. Voyant dans le ciel toute cette agitation, Sazh et Vanille choisissent de prendre la route de Nautilus par la côte de Sunleth. Au moment où ils vont prendre un bateau vers la Cité des Rêves, Lightning et Hope s'infiltrent dans Palumpolum. Là, Lightning se rend compte que son véritable ennemi n'est pas le Sanctum mais les fal'Cie. Hope est anéanti. Mais à peine sortent-ils de leur planque que la PSICOM les repère, et il faudra l'intervention de Snow, accompagné de Fang, pour s'échapper.
Les compagnons décident de se séparer en deux groupes (Hope et Snow, Lightning et Fang) et se fixent rendez-vous chez le père de Hope. Sur la route, Hope enrage de voir le comportement de l'homme responsable de la mort de sa mère, qui refuse de s'excuser. Il laisse exploser sa rage par une décharge magique avant de tomber d'un balcon avec Snow. De leur côté, Lightning découvre qui est Fang : originaire de Gran Pulse, le Bas-Monde, elle est une l'Cie qui s'est réveillée d'une stase cristalline, tout comme Vanille, mais elles ont oublié leurs Tâches, et cherchent à détruire les fal'Cie pour éviter que d'autres personnes se retrouvent impliqués, même si à cause d'elles, Dajh, le fils de Sazh, et Serah sont devenus des l'Cie. Lightning retrouve l'espoir de sauver sa sœur. Mais Fang et elle voient l'explosion magique et doivent secourir leurs deux compagnons. Snow a encore la volonté mais il est blessé et doit se reposer chez le père de Hope, qui s'est apaisé devant la force de caractère de Hope et s'est réconcilié avec son père. La pause est de courte durée puisque la PSICOM surgit, mais Lightning, Fang et Hope les mettent en déroute avant que la Cavalerie ne les emmène au loin.
Pendant ce temps, Sazh et Vanille arrivent à Nautilus, où ils se fondent dans la masse mais ne parviennent pas à oublier leur condition de l'Cie de Pulse. Vanille est sur le point de tout avouer à Sazh, mais ils se font repérer par la PSICOM et la Garde Civile de Nautilus. Dajh, le fils de Sazh, surgit de derrière les gardes et à peine a-t-il retrouvé son père qu'il se cristallise. Alors que Sazh est désespéré, Jihl Nabaat, lieutenant-colonel de la PSICOM, apparaît et révèle alors la vérité sur la Tâche de Dajh et sur Vanille, qui fuit. Sazh la rattrape, mais se refuse à blesser une enfant. Il tente même de se tuer, sans y arriver. Totalement perdus, Nabaat profite de leur état pour les capturer sans violence.
La nouvelle de leur capture arrive vite aux oreilles de la Cavalerie, et Lightning, Hope, Fang et Snow sont décidés à aller sauver leurs camarades l'Cie avant qu'ils ne soient exécutés. Ils montent à bord du Palamécia discrètement, mais se font vite repérer. Entendant l'alerte, Sazh et Vanille en profitent pour s'évader et se jeter dans le combat contre les fal'Cie. Quand les forces du PSICOM se font totalement dominer par les l'Cie, le Primarque annonce l'alerte blanche. Les six l'Cie parviennent finalement à se rejoindre avant de partir combattre ensemble le Primarque et le fal'Cie de Cocoon. Mais une fois les l'Cie devant le dirigeant de Cocoon, celui-ci tue Nabaat et montre sa véritable apparence : Barthandelus, un fal'Cie de Cocoon misanthrope qui explique que Serah avait pour Tâche de réunir les six l'Cie qui détruiraient Cocoon en devenant Ragnarök. Le groupe préfère alors fuir en embarquant sur un vaisseau, qui semble aller de lui-même vers un bâtiment caché, que Vanille et Fang reconnaissent comme une arche, un Vestige de Pulse voué à entraîner les l'Cie de Pulse au combat. Ils y retrouvent Cid Raines, qui était un l'Cie de Cocoon et qui avait pour tâche de les aider, mais aussi un vaisseau antique et un portail vers Gran Pulse. L'heure est venue d'explorer le Bas-monde pour trouver un moyen d'éviter de compléter sa Tâche sans devenir un Cie'th.
Lightning, Hope, Snow et Sazh découvrent Pulse, un monde revenu à l'état sauvage et chargé d'antiques ruines, mais ne trouvent rien pour les aider. Hope, blessé par des monstres, se réveille en comprenant que la réponse est peut-être à Oerba, la patrie de Fang et Vanille. Ils décident de suivre le fal'Cie Dahaka qui habite à la tour de Taejin, proche d'Oerba, que les héros tuent avec l'aide d'antiques l'Cie. Ils peuvent également observer depuis le sommet de la tour qu'Oerba est devenu un endroit désert, sans vie. Ils décident d'aller tout de même en ville où tous les anciens habitants sont devenus des Cie'th. Les l'Cie retrouvent de nouveau Barthandelus à Oerba qui leur apprend qu'il a quitté son poste et nommer Cid Raines comme nouveau Primarque, et qu'il a également manipulé la Cavalerie pour qu'ils détruisent Orphan, la source d'énergie d'Eden qui transformera l'un des six l'Cie en Ragnarök s'il est détruit. Il fait également apparaître un vaisseau et un portail pour Cocoon.
Une fois sur Cocoon, ils remarquent que la destruction de Cocoon était inévitable car les Arches ont libéré leurs armes et Eden est envahie par les créatures de Pulse. Ils se dirigent rapidement vers le Palais où est Orphan pour empêcher la Cavalerie de l'éliminer. Ils rencontrent en chemin Yaag Rosch, un autre lieutenant-colonel de la PSICOM qui les affronte à bord de son vaisseau. Ils retrouvent également la NORA qui affronte les monstres de Pulse. Une fois arrivés au palais, tous les soldats de la PSICOM se transforment en Cie'th. Ils retrouvent de nouveau Yaag Rosch qui leur demande avant sa mort de sauver les humains de la manipulation des Fal'Cie et il donne l'autorisation aux soldats de la PSICOM et de la Garde Civile de ne faire aucun mal aux l'Cie avant de se suicider. Mais tout cela n'est qu'une fois de plus un piège de Barthandelus qui avait transformé la Cavalerie en Cie'th et les l'Cie se retrouvent dans le berceau d'Orphan.
Au cœur du berceau, Barthandelus demande aux l'Cie de tuer Orphan, mais ils rétorquent qu'ils sont venus pour lui et parviennent à le vaincre. Alors que tout semblait fini, Barthandelus se relève grâce à Orphan avant d'être à nouveau battu. Orphan demande alors à Vanille de redevenir Ragnarok et de l'achever, mais Fang se dévoue. Elle devient la bête, au grand désespoir de Vanille, qui voit aussi Lightning, Snow, Sazh et Hope devenir des Cie'th. Fang échoue. Orphan est prêt à la faire souffrir pour la faire redevenir Ragnarok, mais là, un miracle se produit : Lightning, Snow, Sazh et Hope redeviennent humains, et ont découvert leur nouvelle Tâche : sauver la population de Cocoon et vivre heureux. Lightning est décidée à tuer Orphan, qu'elle considère comme une créature qui a abandonné tout espoir et réclame la mort.
Quand Orphan est tué, le monde de Cocoon s'étiole. Les l'Cie essaient de se réunir mais Fang et Vanille s'allient pour devenir Ragnarok et sauver Cocoon d'une destruction totale en créant un pilier de cristal qui l'empêchera de tomber sur Pulse. Alors que Lightning, Snow, Sazh et Hope entraient en stase cristalline sur Pulse, Vanille les libère, ainsi que tous les anciens Cie'th, Serah et Dajh. Hope, qui ne voit pas Fang et Vanille, comprend qu'elles ont choisi de se sacrifier pour protéger Cocoon. En voyant leurs marques disparaître, tous se rendent compte que leur Tâche est enfin accomplie : Cocoon est libérée des fal'Cie, ils sont libres de commencer une nouvelle vie sur Gran Pulse et de vivre heureux pour toujours.

## Système de jeu
Final Fantasy XIII est un jeu vidéo de rôle, avec une équipe de un à trois personnages selon le moment de l'histoire.
Le système de combat ne se déroule pas au tour par tour, mais reprend le système de barre ATB, (sigle de Active Time Battle), visible uniquement pour le leader de l'équipe, seul personnage directement contrôlable. Pour les autres personnages de l'équipe, leurs actions sont contrôlées par des « Stratégies », qui leur assignent des rôles semblables à des jobs : Attaquant (exécutant des attaques physiques et magiques non élémentaires), Défenseur (attirant les attaques ennemies tout en se protégeant), Ravageur (exécutant des attaques physiques et magiques élémentaires), Soigneur (utilisant des sorts de magie blanche), Tacticien (lançant des sorts améliorant les capacités et statistiques de l'équipe) ou Saboteur (lançant des sorts pénalisant les adversaires).
Bien que, comme dans Final Fantasy XII, les ennemis soient visibles sur la carte, les combats reprennent place dans une arène sans murs. De plus, le comportement du joueur avant le combat influence le début de l'affrontement : en plus d'utiliser des vaporisateurs donnant des bonus temporaires aux personnages de l'équipe, ceux-ci peuvent approcher les monstres discrètement pour envoyer une attaque surprise dès le début de l'affrontement. Les dégâts subis par les ennemis remplissent une barre de combo qui, parvenue à un certain seuil, met l'ennemi en état de Choc, et il subit dès lors des dégâts accrus.
Les objets obtenus après la victoire dépendent du temps de combat par rapport au temps limite, d'un pourcentage d'Initiative qui varie selon l'approche (utilisation d'objets fortifiants, attaque par surprise), et d'un certain coefficient. Le total attribue une quantité de points et une note allant de 0 à 5 étoiles, qui agit sur la qualité et la quantité des gains.
L'évolution des personnages se fait via des Cristariums, fonctionnant comme le Sphérier de Final Fantasy X : les Points de capacité gagnés à la fin des combats permettent d'acquérir de nouveaux cristaux disposés selon un chemin tridimensionnel, et différents selon les jobs. Chaque personnage possède parmi les six rôles, trois rôles principaux, dans lesquels il peut obtenir les meilleures techniques, et trois rôles mineurs, avec un apprentissage plus coûteux en points et des techniques en moins. Les 10 niveaux de chaque crystalium demandent de plus en plus de points de technique.
Les armes et accessoires s'améliorent avec des Matériaux, acquis au cours de l'aventure, comme dans Final Fantasy VIII. Ceux-ci peuvent être également démantelés, ce qui permet au joueur de gagner selon la qualité de la pièce d'équipement, des objets de valeur.

## Développement

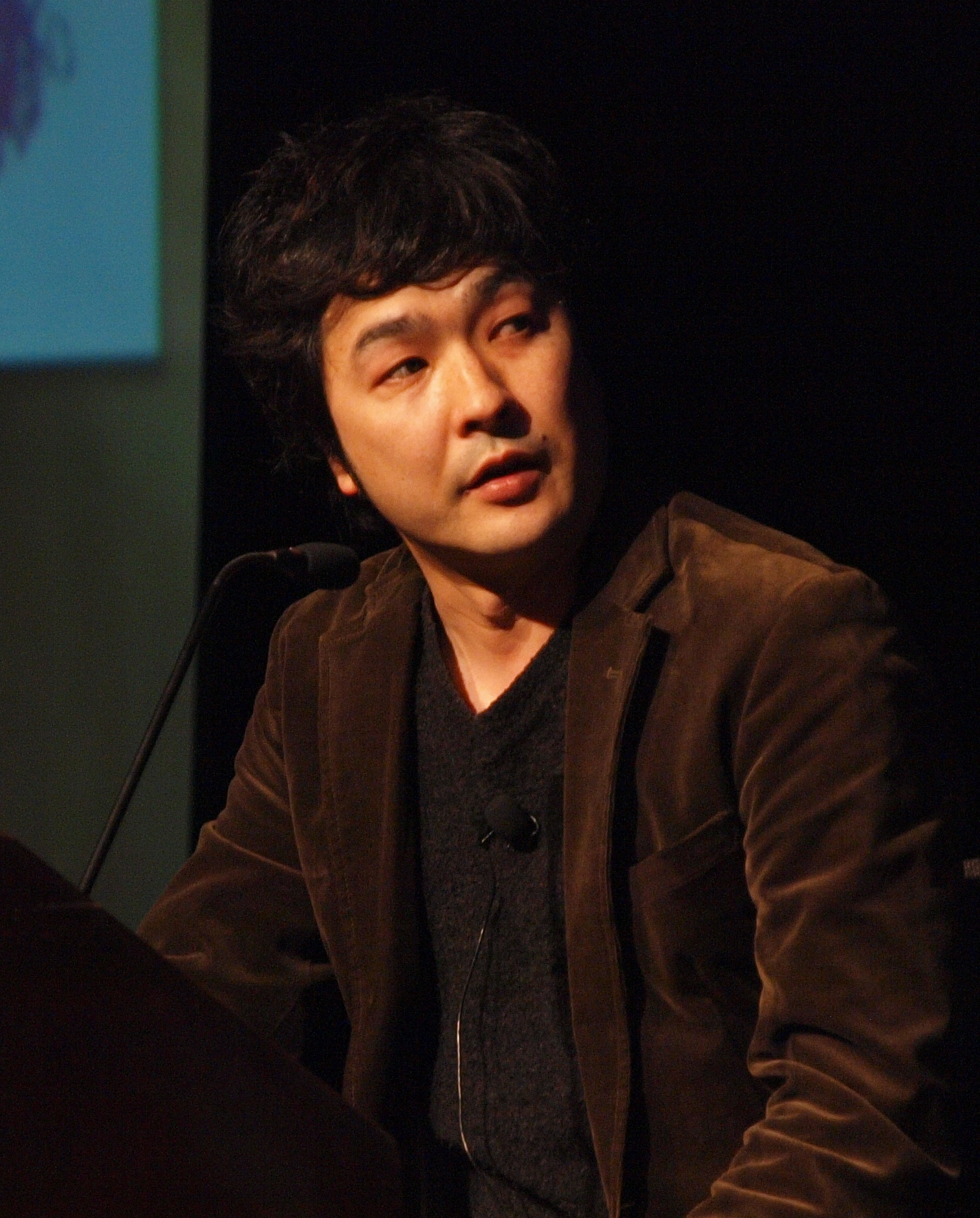
Motomu Toriyama dirige le développement du jeu.

Final Fantasy XIII était à l'origine développé exclusivement pour PlayStation 3, avant que Square Enix ne décide de le sortir également sur Xbox 360.
Final Fantasy XIII est le deuxième jeu de l'histoire de la PlayStation 3, après Metal Gear Solid 4: Guns of the Patriots, à utiliser le format Blu-ray double-couche (50 Go d'espace de stockage). La version Xbox 360 tient, elle, sur 3 DVD double-couche.
Équipe de développement
- Réalisateur, Scénario : Motomu Toriyama
- Design des personnages : Tetsuya Nomura
- Directeur artistique : Isamu Kamikokuryo
- Planification des combats : Toshirô Tsuchida
- Programmeur principal : Kazumi Kobayashi
- Réalisateur des cinématiques : Eiji Fujii
- Design des personnages secondaires : Nao Ikeda
- Producteur : Yoshinori Kitase[3]

### Audio
La bande-son est composée par Masashi Hamauzu. Il s'agit alors de sa troisième contribution à la série Final Fantasy, après avoir été cocompositeur de Final Fantasy X et compositeur du jeu Dirge of Cerberus.
La chanson thème de la version japonaise, « Because You're Here » (君がいるから, Kimi ga Irukara), est interprétée par Sayuri Sugawara, tandis que celle de la version internationale, « My Hands » est interprétée par Leona Lewis.
La musique du jeu a été déclinée en plusieurs albums. Tout d'abord, la compilation contenant l'ensemble des musiques du jeu, Final Fantasy XIII Original Soundtrack, sorti en quatre CD en 2010.
Liste des titres
| 1.  | Prelude Final Fantasy XIII       | FINAL FANTASY XIII プレリュード FINAL FANTASY XIII Preryūdo | 2:55 |
| 2.  | Final Fantasy XIII - The Promise | FINAL FANTASY XIII ～誓い～ FINAL FANTASY XIII ~Chikai~     | 1:33 |
| 3.  | The Thirteenth Day               | 第13日 Daijūsannichi                                        | 0:54 |
| 4.  | Defiers of Fate                  | 運命への反逆 Unmei e no Hangyaku                            | 2:24 |
| 5.  | Saber's Edge                     | ブレイズエッジ Bureizu Ejji                                 | 3:14 |
| 6.  | The Hanging Edge                 | 封鎖区画ハングドエッジ Fūsa Kukaku Hangudo Ejji             | 3:26 |
| 7.  | Those For the Purge              | パージされる者たち Pājisareru Mono-tachi                    | 3:05 |
| 8.  | The Warpath Home                 | 帰るための戦い Kaeru tame no Tatakai                        | 3:32 |
| 9.  | The Pulse Fal'Cie                | 下界のファルシ Parusu no Farushi                            | 1:13 |
| 10. | Face It Later                    | 逃げてもいいの Nigete mo Ī no                               | 0:55 |
| 11. | Snow's Theme                     | スノウのテーマ Sunō no Tēma                                 | 3:48 |
| 12. | The Vestige                      | 異跡 Iseki                                                  | 2:48 |
| 13. | Ragnarok                         | ラグナロク Ragunaroku                                       | 3:47 |
| 14. | In the Sky That Night            | あの日の空 Ano Hi no Sora                                   | 1:24 |
| 15. | Promised Eternity                | 永遠の誓い Eien no Chikai                                   | 2:24 |
| 16. | Eternal Love (Short Version)     | Eternal Love (Short Version)                                | 3:27 |
| 17. | Lake Bresha                      | ビルジ湖 Biruji Mizūmi                                      | 4:11 |
| 18. | The Pulse L'Cie                  | 下界のルシたち Parusu no Rushi-tachi                        | 1:37 |
| 19. | Eidolons                         | 召喚獣 Shōkanjū                                             | 2:50 |

| 1.  | Blinded By Light          | 閃光 Senkō                                       | 2:55 |
| 2.  | Glory's Fanfare           | 栄光のファンファーレ Eikō no Fanfāre             | 0:08 |
| 3.  | Battle Results            | バトルリザルト Batoru Rizaruto                   | 1:15 |
| 4.  | A Brief Respite           | つかのまの安息 Tsukanoma no Ansoku               | 2:08 |
| 5.  | Cavalry Theme             | 騎兵隊のテーマ Kiheitai no Tēma                  | 2:38 |
| 6.  | Escape                    | 脱出 Dasshutsu                                   | 1:59 |
| 7.  | Crash Landing             | 撃墜 Gekitsui                                    | 1:04 |
| 8.  | Daddy's Got the Blues     | アフロブルース Afuro Burūsu                      | 4:28 |
| 9.  | The Vile Peaks            | 遺棄領域ヴァイルピークス Iki Ryōiki Vairu Pīkusu | 3:02 |
| 10. | Lightning's Theme         | ライトニングのテーマ Raitoningu no Tēma          | 2:26 |
| 11. | Sazh's Theme              | サッズのテーマ Sazzu no Tēma                     | 3:25 |
| 12. | March of the Dreadnoughts | ドレッドノート大爆進！ Doreddonōto Daibakushin   | 2:31 |
| 13. | The Gapra Whitewood       | ガプラ樹林 Gapura Jurin                          | 2:45 |
| 14. | Tension in the Air        | 緊迫 Kinpaku                                     | 3:28 |
| 15. | Forever Fugitives         | 果てなき疾走 Hatenaki Shissō                     | 1:50 |
| 16. | The Sunleth Waterscape    | サンレス水郷 Sanresu Suigō                       | 3:46 |
| 17. | Lost Hope                 | 見失った希望 Miushinatta Kibō                    | 2:58 |
| 18. | To Hunt L'Cie             | ルシ狩り作戦 Rushi Kari Sakusen                  | 2:40 |
| 19. | No Way to Live            | 希望なき闘争 Kibōnaki Tōsō                       | 2:04 |
| 20. | Sustained by Hate         | 恩讐の果て Onshū no Hate                         | 2:38 |
| 21. | The Pulse L'Cie           | グラン=パルスのルシ Guran-Parusu no Rushi        | 4:12 |
| 22. | Serah's Theme             | セラのテーマ Sera no Tēma                        | 1:30 |

| 1.  | Can't Catch A Break                 | 父ちゃん奮闘だぁ! Tō-chan Funtō dā!                                  | 5:20 |
| 2.  | PSICOM                              | PSICOM                                                               | 1:02 |
| 3.  | Hope's Theme                        | ホープのテーマ Hōpu no Tēma                                          | 3:30 |
| 4.  | This is Your Home                   | おまえの家はここだ Omae no Ie wa Koko da                             | 2:16 |
| 5.  | Atonement                           | 償い Tsugunai                                                        | 4:24 |
| 6.  | Vanille's Theme                     | ヴァニラのテーマ Vanira no Tēma                                      | 3:00 |
| 7.  | The Final Stage                     | 刻限 Kokugen                                                         | 0:42 |
| 8.  | The Pompa Sancta                    | ポンパ・サンクタ Ponpa Sankuta                                       | 2:12 |
| 9.  | Nautilus                            | 歓楽都市ノーチラス Kanraku Toshi Nōchirasu                           | 4:58 |
| 10. | Chocobos of Cocoon - Chasing Dreams | コクーンdeチョコボ～夢をみようよ～ Cokūn de Chokobo ~Yume o Miyō yo~ | 2:57 |
| 11. | Feast of Betrayal                   | 偽りの饗宴 Itsuwari no Kyōen                                         | 3:17 |
| 12. | Eidolons on Parade                  | 夢の終わり Yume no Owari                                             | 3:36 |
| 13. | Test of the L'Cie                   | ルシの試練 Rushi no Shiren                                           | 2:23 |
| 14. | All the World Against Us            | 世界の敵 Sekai no Teki                                               | 1:16 |
| 15. | Game Over                           | ゲームオーバー Gēmu Ōbā                                              | 1:15 |
| 16. | Primarch Dysley                     | 聖府代表ダイスリー Seifu Daihyō Daisurī                              | 3:03 |
| 17. | Fighting Fate                       | 宿命への抗い Unmei e no Arai                                         | 2:28 |
| 18. | Separate Paths                      | ルシたちの想い Rushi-tachi no Omoi                                   | 2:42 |
| 19. | Setting You Free                    | 継ぎゆく意志 Tsugiyuku Ishi                                          | 2:17 |
| 20. | Desperate Struggle                  | 死闘 Shitō                                                           | 3:49 |
| 21. | Mysteries Abound                    | 神秘 Shinpi                                                          | 2:41 |
| 22. | Will to Fight                       | Choose to Fight                                                      | 4:20 |

| 1.  | Fang's Theme                    | ファングのテーマ Fangu no Tēma                          | 3:38 |
| 2.  | Terra Incognita                 | 異境大陸グラン=パルス Iki Tairiku Guran-Parusu          | 2:18 |
| 3.  | The Archylte Steppe             | アルカキルティ大平原 Arukakiruti Daiheigen              | 4:25 |
| 4.  | Chocobos of Pulse               | パルスdeチョコボ Parusu de Chokobo                      | 4:18 |
| 5.  | The Yaschas Massif              | ヤシャス山 Yashasu San                                  | 2:11 |
| 6.  | Memories of Happier Days        | 優しい思い出 Yasashī Omoide                             | 3:13 |
| 7.  | Sulyya Springs                  | スーリヤ湖 Sūriya Mizūmi                                | 3:25 |
| 8.  | Taejin's Tower                  | テージンタワー Tējin Tawā                               | 3:08 |
| 9.  | Dust to Dust                    | 色のない世界 Iro no nai Sekai                           | 3:49 |
| 10. | The Road Home                   | 帰郷 Kikyō                                              | 1:07 |
| 11. | Start Your Engines              | カウントダウン Kauntodaun                               | 3:23 |
| 12. | Eden Under Seige                | 動乱のエデン Dōran no Eden                              | 2:33 |
| 13. | The Cradle Will Fall            | 終焉の揺籃 Shūen no Yōran                               | 3:58 |
| 14. | Born Anew                       | 降誕 Kōtan                                              | 2:59 |
| 15. | Sinful Hope                     | 罪深き希望 Tsumibukaki Kibō                             | 3:44 |
| 16. | Fabula Nova Crystallis          | ファブラ・ノヴァ・クリスタリス Fabura Nova Kurisutarisu | 2:40 |
| 17. | FINAL FANTASY XIII - Miracles   | FINAL FANTASY XIII ～奇跡～ FINAL FANTASY XIII ~Kiseki~ | 2:19 |
| 18. | Focus                           | 使命 Shimei                                             | 2:21 |
| 19. | Nascent Requiem                 | 生誕のレクイエム Seitan no Rekuiemu                     | 5:03 |
| 20. | Determination                   | 決意 Ketsui                                             | 3:22 |
| 21. | Kimi ga Iru kara (Long Version) | 君がいるから (Long Version)                             | 6:22 |
| 22. | Ending Credits                  | エンディングロール Endingu Rōru                         | 4:42 |

## Doublages
| Doublages (Jap / Us) | Doublages (Jap / Us) | Doublages (Jap / Us) |
| --- | --- | --- |
| Personnages - Lightning - Snow Villiers - Sazh Katzroy - Oerba Dia Vanille - Hope Estheim - Oerba Yun Fang - Serah Farron - Lebreau - Rygdea - Maqui - Nora Estheim - Bartholomew Estheim - Jihl Nabaat - Cid Raines - Galenth Dysley - Orphan - Yuj - Gadot - Yaag Rosch | Voix japonaise (Seiyū) Māya Sakamoto Daisuke Ono Masashi Ebara Yukari Fukui Yūki Kaji Mabuki Andou Minako Kotobuki Yū Asakawa Yasuyuki Kase Makoto Naruse Komina Matsuhita Masaki Aizawa Mie Sonozaki Yuichi Nakamura Masaru Shinozuka Hiro Shimono Wataru Hatano Biichi Satō Hiroki Tōchi | Voix US Ali Hillis Troy Baker Reno Wilson Georgia Van Cuylenburg Vincent Martella Rachel Robinson Laura Bailey Anndi McAfee Josh Robert Thompson Daniel Samonas Mary Elizabeth McGlynn André Sogliuzzo Paula Tiso Erik Davies S. Scott Bullock Michael Sinterniklaas / Julia Fletcher Jeff Fischer Zach Hanks Jon Curry |
| Notes : - L'enregistrement du doublage japonais a duré une année et quatre mois pour la version anglaise. - Voix additionnelles: Gideon Emery, Joe Cappelletti. | | |

## Promotion
L'impact de Final Fantasy XIII sur les ventes de consoles pousse Microsoft à proposer dès le 9 mars 2010 un pack Xbox 360 en version Elite et Super-Elite aux couleurs du jeu. Le jeu sera par ailleurs proposé en édition Collector sur les consoles de Sony et Microsoft.

## Accueil

### Critiques
Entre la période de la distribution japonaise et de la distribution mondiale, Final Fantasy XIII a été l'objet d'une polémique soulignant sa linéarité, tranchant avec le concept habituel de RPG. Un magazine hongkongais n'a pas hésité à publier un test exagéré de la version japonaise, critiquant violemment le jeu,.
En réaction aux multiples critiques qui ont pris une dimension internationale (le jeu n'était sorti qu'au Japon à ce moment), Motomu Toriyama a tenté de s'expliquer. Selon lui, ceci aurait pour but de réduire la difficulté et d'attirer de nouveaux joueurs.
Le jeu a été globalement bien accueilli, malgré la controverse, par la presse spécialisée, notamment par le magazine japonais Famitsu qui lui a décerné la note de 39/40.
Les journalistes ayant testé les versions Xbox 360 et PlayStation 3 de Final Fantasy XIII ont constaté des graphismes légèrement supérieurs sur la version PS3, un crénélage plus marqué et des textures moins nettes sur Xbox 360. Également la qualité des vidéos est moindre sur 360 du fait de la compression sur le DVD. Le son, quant à lui, a été compressé sur la console de Microsoft dans le format Flac sans aucune perte de qualité afin de tenir sur 3 DVD-DL tandis qu'il n'a pas subi ce traitement sur celle de Sony grâce aux grandes capacités de stockage du format Blu-ray.

### Ventes
Le jeu a été bien accueilli par le public japonais. Le jeu s'est écoulé à plus d'un million d'exemplaires sur l'archipel le jour de sa sortie le 17 décembre 2009 puis 1,5 million d'unités lors des quatre premiers jours, faisant de Final Fantasy XIII le jeu le plus vendu de la PlayStation 3 au Japon, surpassant du double les ventes de Metal Gear Solid 4: Guns of the Patriots à cette date,. À noter que la console a battu cette semaine-là son record historique de ventes dans cette région, ce que les observateurs attribuent au succès du jeu de rôle de Square Enix.
Selon la société Enterbrain, Final Fantasy XIII constitue la cinquième meilleure vente de jeu vidéo toute plates-formes confondues au Japon durant l'année 2009 avec presque 1,7 million d'unités.
Le jeu s'écoule à plus d'un million d'exemplaires aux États-Unis en moins de cinq jours. Le titre se serait finalement vendu à plus de 800 000 exemplaires sur PlayStation 3 et près de 500 000 sur Xbox 360 en un mois.
En mai 2010, Square Enix annonce que le titre s'est vendu à plus de 5,55 millions d'exemplaires.

## Héritage

### Suite
Ce jeu a deux suites, intitulées Final Fantasy XIII-2 et Lightning Returns: Final Fantasy XIII, développées par la même équipe.
Le 18 janvier 2011, il a été annoncé que le jeu aurait une suite intitulée Final Fantasy XIII-2, à l'instar de Final Fantasy X-2  lors d'un événement tenu par l'éditeur japonais Square Enix. Final Fantasy XIII-2 est dirigé par Motomu Toriyama, déjà derrière le premier volet. L'héroïne Lightning est de retour, accompagnée d'un nouveau personnage jouable. Le scénario fait suite à celui de l'opus précédent et le système de combat demeure dans la lignée de celui de son aîné, tout en l'optimisant. Le jeu est prévu aussi bien sur Xbox 360 que sur PS3 pour le 3 février 2012 en Europe.

### Autres apparitions
Le personnage de Lightning a été confirmé comme jouable dans Dissidia 012: Final Fantasy, rejoignant les combattants de la Lumière.